# Propuesta del origen de España en la Hispania Visigoda de Toledo

Hispania visigoda de 625 a 711

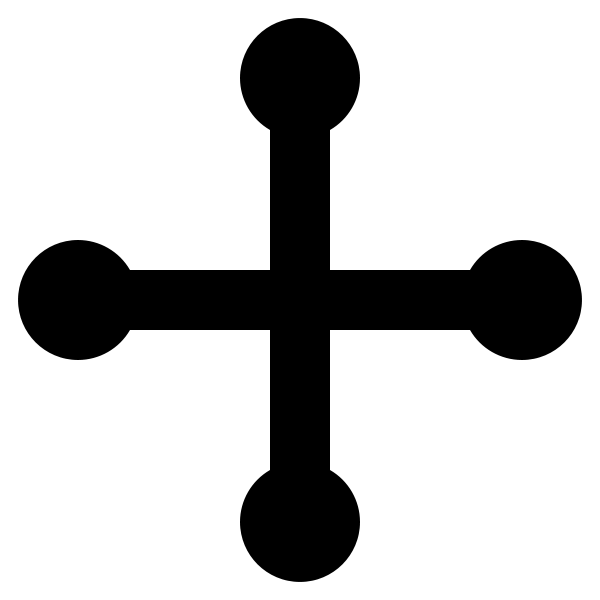
Bandera de Hispania visigoda de Toledo

Existe un debate abierto sobre cuando se inicia la historia de España como estado o nación  dentro de su formación territorial.
Entre los que consideran ese inicio durante el reino visigodo de Toledo,  argumentan la cada vez más frecuente equiparación de la denominación de España (Hispaniae o Spaniae) con la del reino visigodo, pasando a no solo tener un significado geográfico, sino político, y a una adopción de los visigodos de la cultura hispanorromana, con una progresiva intencionalidad de fusionar las sociedades godas e hispanorromanas en una unidad político-religiosa, legislativa, militar, administrativa y monetaria común en toda la península, en concordancia con el poder eclesiástico hispanorromano a través de los Concilios de Toledo, y aprovechando la cohesión preexistente que dejó la Hispania del imperio romano con la romanización (lingüística, religiosa, administrativa, comercial, de comunicación con calzadas y puentes ...ect) que podría englobar cultural y étnicamente a la sociedad hispanorromana en sentido nacional.
El momento histórico por el que se suele considerar el nacimiento de España durante el reino visigodo, es a partir del 549, con el llamado Reino visigodo de Toledo, y tras el periodo llamado Intermedio ostrogodo; aunque en el 549 la capital era Barcelona hasta entorno el 567, cuando pasó a ser Toledo. Frecuentemente, el rey Leovigildo es considerado el primer rey de España o concretamente se considera el 589 la fecha del origen de España, con la conversión visigoda al cristianismo calcedonio, habiendo sido conjuntamente Leovigildo y Recaredo los constructores de España. Fue en el 507, cuando se produjeron los acontecimientos que desembocarían el nacimiento de España con posterioridad. Con la batalla de Vouillé, los francos vencieron a los visigodos, replegándose a Hispania, y dejando casi toda la Galia, y pasando la capital de Tolosa, a Toledo.

## Antecedentes
Para encontrar el origen de la denominación de Hispania, habría que remontarse a la llegada de los fenicios a la península en el 1104 a. C.. Los fenicios llamaron I-span-ya a la tierra donde llegaron al sur de la península buscando metales, y los encontraron en el reino de Tartesia, que los extraían principalmente de los centros mineros de los ríos Tinto y Odiel. Precisamente, I-span-ya puede significar, "tierra donde se forjan los metales". El reino tartésico era un clan, con capital Tartesia o Tartessos, supuestamente con su propio idioma y escritura tartésica. Los fenicios formaron colonias pacíficamente, dentro del reino de Tartesia. Hubo un interés comercial mutuo entre fenicios y tartesios, fusionándose ambas culturas en una sola a lo largo del tiempo.
Se supone que los fenicios tenían el control comercial en sus colonias, a través de sus oligarcas mercantiles, dejando la administración de todo el reino, a los reyes tartésicos, del que solo se conoce el nombre del último que gobernó 80 años del 630 a. C.  al  540 a. C., Argantonio. Los anteriores pudieron ser reyes míticos y no reales.

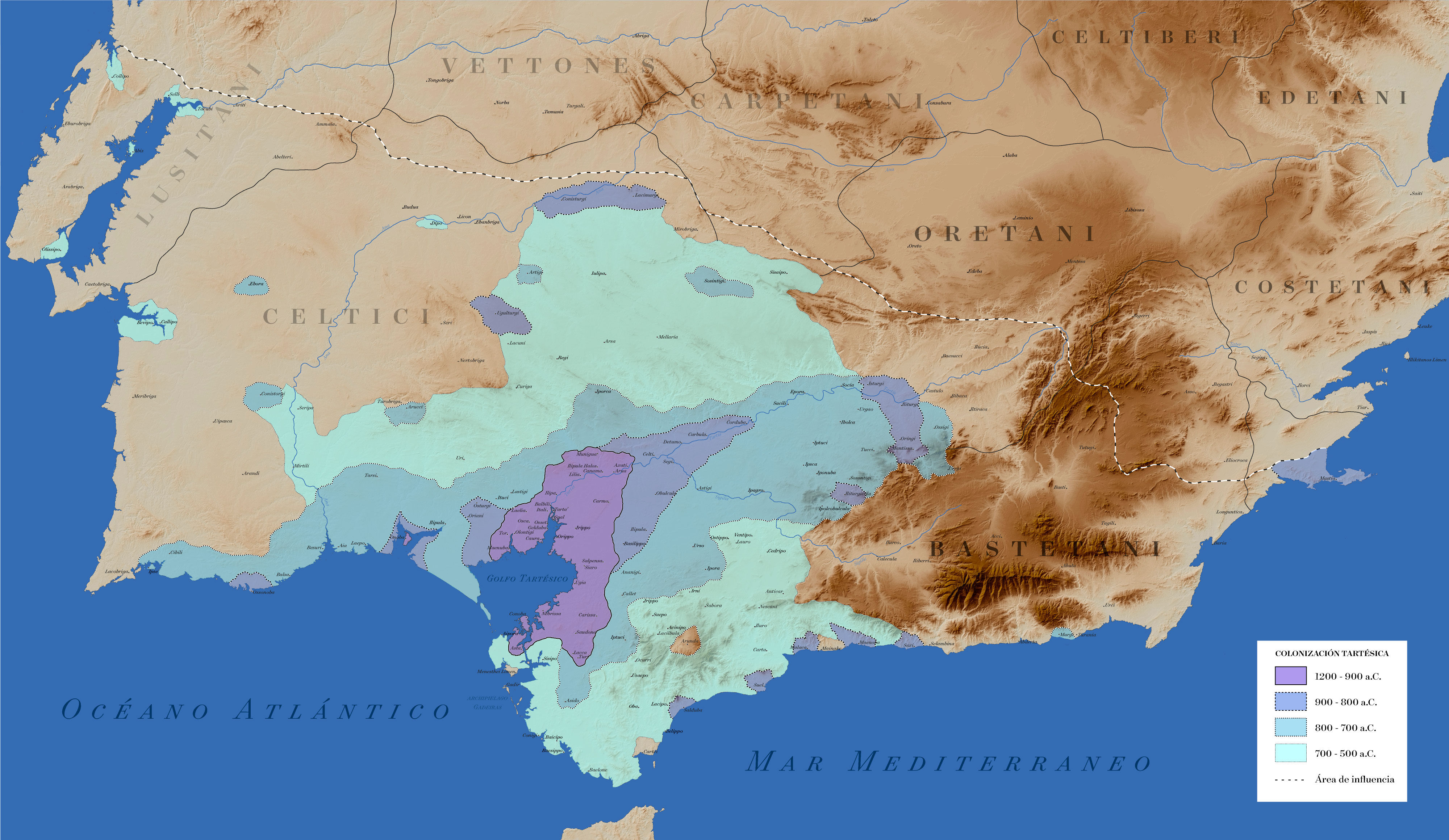
Colonización tartésica a lo largo del tiempo.

De una forma indirecta, podemos hablar de que el reino de Tartesia fue el reino de la llamada Ispanya por los fenicios, pero no hay ninguna fuente donde al rey de Tartesia se le llame rey de Ispanya, y es que existen muy pocas, sin embargo, cuando Cartago, también de origen fenicio, se apodera de casi todo el territorio de Tartesia, y posteriormente Roma se lo arrebata a Cartago, los romanos a dicho territorio lo llaman Hispania, transformado de Ispanya, como si éste fuera el nombre que tenía dicho territorio con el dominio cartaginés, y antes con el reino tartésico. Según el imperio romano iba expansionándose, la extensión de Hispania también, llegando a ocupar el territorio peninsular, las islas Baleares, y gran parte del actual Marruecos (Mauritania).
Con el Imperio romano, la sociedad hispana, llamada hispanorromana tras la caída del imperio romano, quedó culturalmente asociada, principalmente con el latín como lengua vehicular en detrimento de lenguas como la celta o íbera, religiosamente con el cristianismo, aunque seguía habiendo tribus y clanes paganos, legalmente con el derecho romano, administrativamente con las provincias, que los visigodos mantuvieron (Gallaecia, Carthaginensis, Tarraconensis, Baetica, Cantabria y Astura), y comercialmente, ayudado por las construcciones romanas como las conexiones de calzadas y puentes romanos.

## Equiparación de la denominación de España, con la del reino visigodo
El Reino visigodo de Toledo (Regnum gothorum) , pasó a ser sinónimo de (Regnum Hispaniae o Spania). San Isidoro de Sevilla y Julián de Toledo, y en menor medida Juan de Biclaro, historiógrafos de la época, identificaban Regnum Gothorum con Spania.
Hay una tendencia a usar cada vez más Hispania en sentido político como sinónimo para todo el reino, sobre todo a partir del 625, dado que Suintila gobernó en toda la península, al expulsar a los bizantinos, vencer a los runcones, y lograr la subordinación de los vascones. 
Los monarcas visigodos, que en un principio habían adoptado el título de reges gottorum, pasaron a llamarse reges Hispaniae, pues su soberanía se extendía sobre todo el territorio de la antigua Hispania romana.
El texto más famoso en que España es tratada incluso de nación, es en el capítulo "Laus Hispaniae" (Alabanzas a España) de "Historia Gothorum" de Isidoro de Sevilla, que habla en sentido patriótico y con señas de identidad colectiva.

#### Denominación de Hispania Visigoda en el exterior[28]
Es un hecho que en las fuentes francas y del papado, el rey godo se denomina sobre todo rex Hispaniae.
El papa León II, en el último cuarto del siglo VII, alude al reino visigodo como Hispania y a su rey Ervigio como rex Hispaniae.
En la segunda mitad del siglo VI, el historiógrafo galorromano Gregorio de Tours, llamaba Hispania al reino visigodo, Hispani a sus habitantes, y reges Hispaniae o Hispanorum a sus reyes.
El importante cronista franco Fredegario (mediados del siglo VII) se refería al reino visigodo como Hispania o regnum Hispaniae y a sus monarcas como reges Hispaniae.

## La consistencia de la unidad territorial de la Hispania visigoda

División administrativa de la Hispania visigoda, del 625 al 711

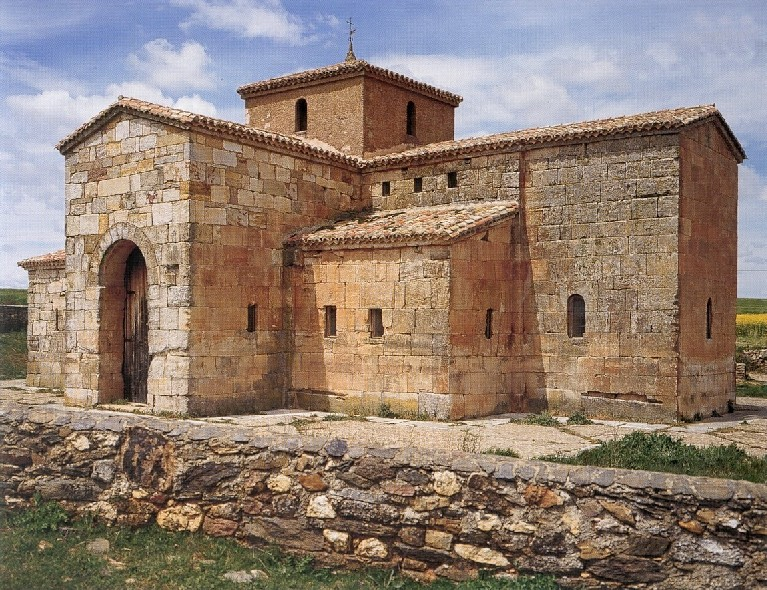
Tras la conversión de los godos al calcedonismo, construyeron iglesias que aún hoy se conservan, como la de San Pedro de la Nave

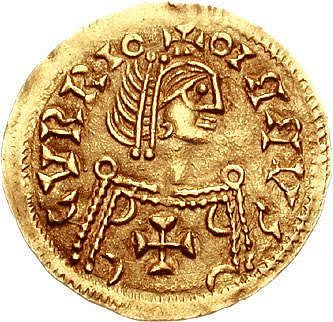
Tremís de Leovigildo, 573-578.

- Unidad territorial con capital en Toledo. Con la derrota de los visigodos en el 507 frente a los merovingios francos, los visigodos se replegaron a la península ibérica pasando la capital de Tolosa a Toletum. Poco a poco gobernarán la península en colaboración del clero, en los Concilios de Toledo. El primer concilio durante el reino visigodo fue en el 527 con el II Concilio de Toledo, pero no se tiene constancia del momento exacto en que Toledo pasa a ser la capital, se cree que fue durante el reinado de Atanagildo (555-567). En el 625 se logra la unidad territorial en toda la península, con el reinado de Suintila, cuando se acaban de expulsar a los bizantinos en el 624, y derrotados los vascones en el 625, esta vez consiguiendo una deditio (rendición incondicional).[32]  Los prisioneros fueron obligados a construir Oligicus u Ologite, que junto con Vitoria formaría una línea defensiva contra futuras incursiones. Oligicus, Vitoria, Recópolis y Villa Gothorum (actual Toro) fueron las únicas ciudades fundadas por los visigodos en la Península. Suintila siguió luchando contra los bizantinos que ocupaban desde el siglo VI algunas zonas de las costas mediterráneas en la franja costera que va desde Valencia hasta Cádiz. Los expulsó y de esta manera completó la unificación territorial de la península, que había sido el sueño de monarcas anteriores. San  Isidoro de Sevilla lo presenta como el primer monarca que reinó sobre toda la Hispania peninsular al completo: "Totius Spaniae intra oceani fretum monarchiam regni primum iste potitus"[33] San Isidoro de Sevilla presenta a Suintila como el primer monarca que reinó sobre toda Hispania:

"Totius Spaniae intra oceani fretum monarchiam regni primum iste potitus".

- Unidad militar. Cada vez más, sobre todo desde el 526, el ejército godo estaba formado por soldados hispanorromanos y godos, e incluso había altos mandos hispanorromanos.[34]
- Unidad administrativa, con una Hacienda que recaudaba impuestos. El principal destino de dicha recaudación, era el mantenimiento de la corona, y abastecimiento militar, pero también la construcción de las Cecas que acuñaban moneda, construcción de iglesias, y edificación y rehabilitación de ciudades, incluso fundación de nuevas (Recópolis, y las actuales Vitoria, Olite, y Toro).[35]
- Unidad legislativa con el código de Leovigildo, y posteriormente perfeccionado con el código de Recesvinto en el 654.
- Unidad monetaria, con el tremís visigodo, que se acuñaban en las cecas distribuidas por toda la península desde el reinado de Leovigildo.
- Unidad religiosa desde el 589, con la conversión de los godos al calcedonismo en el III Concilio de Toledo del que proviene el catolicismo.
- Unidad Constitucional con el canon 75, desde el 633, considerado como la primera constitución escrita de la península, y probablemente de Europa,  aunque evidentemente, no es una constitución moderna, pues no existía sufragio universal.[36] Fue creada en el IV Concilio de Toledo, por orden de Suintila, y bajo la dirección de San Isidoro de Sevilla. En él, se jura fidelidad al rey, quien debía gobernar con moderación, benevolencia, justicia y piedad sobre todos los pueblos.
- Unidad lingüística (latín vulgar propio de la península con incursión de palabras del godo). Los propios godos hablan el latín, y así lo hacían antes del 507, pues eran los bárbaros más latinizados de Europa.

## Leovigildo como primer rey de España

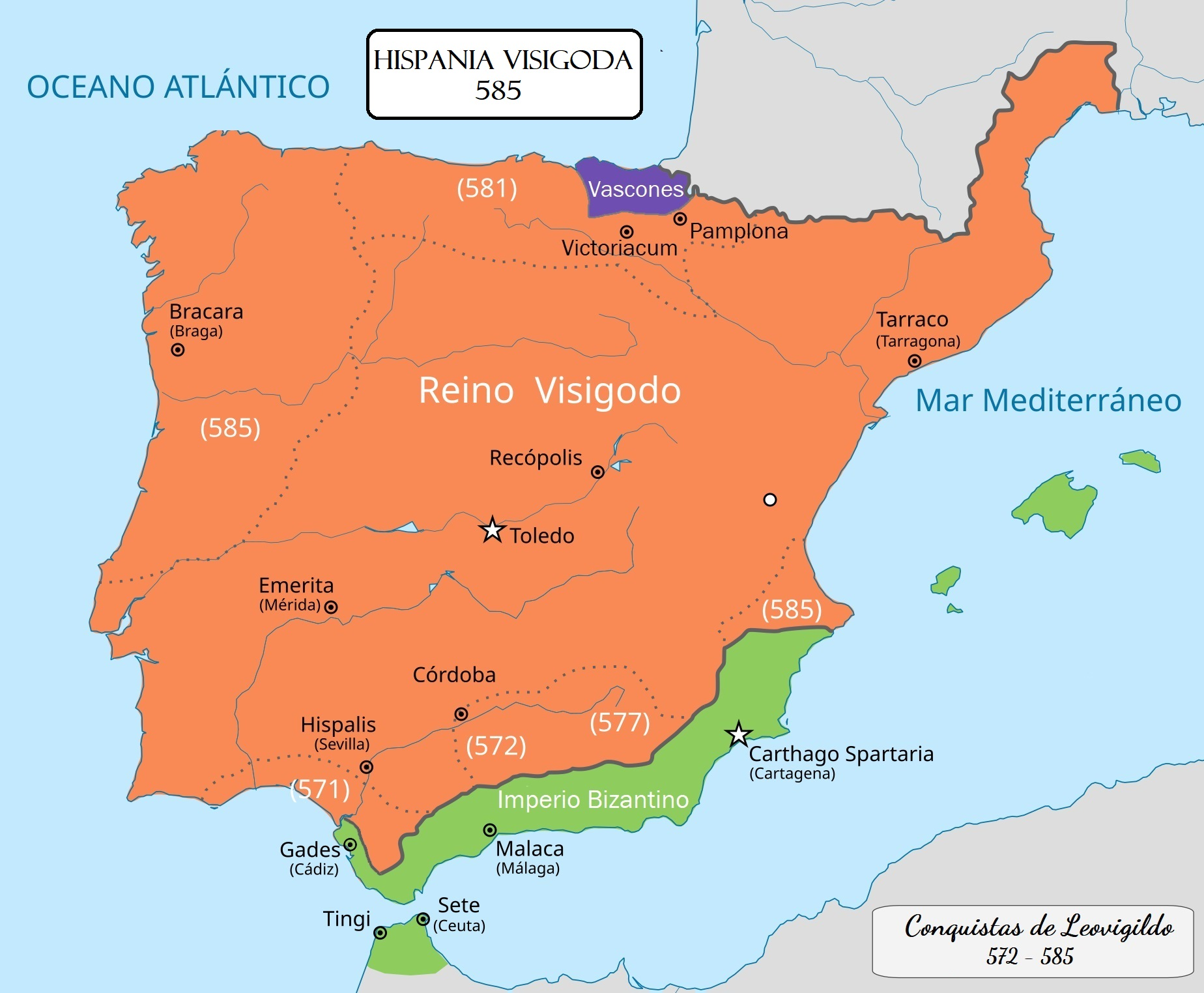
Hispania visigoda con Leovigildo tras el año 585

Leovigildo, fue el único rey godo cuyo reinado se recoge en las dos crónicas hispano-godas, la Historia de los godos de San Isidoro de Sevilla y la Crónica de Juan de Bíclaro.
Por tanto, desde principios del SVII, con la crónica de Bíclaro, se constata que desde el reinado de Leovigildo, el poder real visigodo se vincula territorialmente con Hispania. Internacionalmente, el historiógrafo galorromano de la época, Gregorio de Tours define a Leovigildo, como primer rey de España en "Historia francorum".
Leovigildo es considerado el primer rey de España (572-586)  porque: 
- Se percató de las grandes ventajas que podían derivarse de un entendimiento con la población hispanorromana, sector mayoritario de la población cuyo principal portavoz era la jerarquía calcedonia.[40]
- Promulgó el Código de Leovigildo, que supone una revisión del anterior código Eurico. En este nuevo cuerpo legal se modifican, eliminan y añaden ciertos capítulos, tales como la derogación de la ley que prohibía los matrimonios mixtos entre visigodos e hispanorromanos, de forma que se unificaba a la sociedad hispanogoda en un único pueblo. También contempla cuestiones sobre la tendencia política moralizante, la preocupación por el fisco y la moneda, y la organización procesal adaptada a la Administración de la justicia regia. Sin embargo, no hay rastro escrito, salvo referencias en texto posteriores como el Liber Iudiciorum, promulgado en 654.
- Es a partir del reinado de Leovigildo cuando se constata que los reyes poseen competencias en materia fiscal. Isidoro de Sevilla,  afirma que “enriqueció al fisco y aumentó el erario con la expoliación de los ciudadanos y los despojos de los enemigos”.[41]
- Afianzó la centralización del poder en la capital Toledo donde se situaba la corte y administración fiscal.
- Dinamitó el poder de la nobleza con el fortalecimiento de la corona, y sus medios de acción Ejército y Hacienda.
- Impone la monarquía hereditaria entre los miembros de una misma familia, en un intento de acabar con la inestabilidad del poder. Tras su muerte, la corona pasó a su hijo Recaredo I, y éste, a su hijo Liuva II, pero Witerico se proclama rey tras derrocar y asesinar a Liuva II, volviéndose a la monarquía electiva.[42] Más tarde, Chindasvinto que sometió su autoridad al clero y a la nobleza, también lograría establecer la monarquía hereditaria, cediendo el trono a su hijo Recesvinto.
- El primer monarca que gobernó en casi todo el territorio hispano a través de una serie de campañas militares que le permitieron tanto restablecer el pleno control político y militar, conquistando el reino Suevo de Gallaecia en el 585, y dejando un estrecho margen en la costa al Imperio Bizantino al Sur de la Península (en 582 tomó Mérida, en 583 Sevilla, y Córdoba en 584), y derrotando a astures, cántabros y atrincherando a los vascones en las montañas en el 581, fundando la ciudad de Vitoria, para contenerlos y evitar los saqueos de éstos entre el Ebro y los Pirineos.
- Acuñó el  tremís visigodo a través de las cecas distribuidas por toda la península. Moneda con las efigies y nombres de los reyes visigodos.
- Trató de conseguir la unidad religiosa, dado que los arrianos también eran cristianos, pero no reconocían la divinidad de Cristo ni del Espíritu santo. Convocó un concilio en 580 en Toledo para tratar de acercar posturas entre arrianos y calcedonios, reconociendo la divinidad del Hijo, pero no la del Espíritu santo.[39] Pero esto no fue suficiente, hasta que su hijo Recaredo consiguió la unidad religiosa en el 589, con la conversión de los godos a la fe calcedonia, en un concilio en dicho año. Según el papa Gregorio Magno, Leovigildo -ya en su lecho de muerte y pocos meses después de la ejecución de su hijo Hermenegildo que le traicionó y se convirtió al calcedonismo- pide a Leandro de Sevilla que haga de Recaredo un segundo Hermenegildo, como así fue al año siguiente, en el 587. Gregorio de Tours dice, incluso, que Leovigildo se convirtió al calcedonismo al final de sus días.[43]

## Continuidad y herederos del reino hispánico visigodo
Desaparecido el reino visigodo con la conquista musulmana, los estados cristianos del norte de la península fueron considerándose sus herederos, especialmente el reino de Asturias.

### 722 a 1072 Reino de Asturias y Reino de León
Existe una continuidad entre el reino de Asturias y el reino visigótico recién perdido, y cuando surge el reino de León, se utilizan los títulos de Rex o Imperator Hispaniae, para poner de manifiesto sus aspiraciones a controlar la totalidad de Hispania, considerando que eran herederos de los reyes visigodos.
Las crónicas asturianas reflejan la palabra España para evocar la pérdida de este Reino, y se usa la palabra Hispania para referirse a la parte cristiana de la península reconquistada: 
A la victoria de Covadonga en el 722, se la denomina como la salus Hispaniae (la salvación de Hispania).
En tiempos del rey Mauregato de Asturias (783 - 789) fue compuesto el himno O Dei Verbum en el que se califica al apóstol Santiago el Mayor como dorada cabeza refulgente de Hispania: 

"Oh, vere digne sanctior apostole caput refulgens aureum Ispaniae, tutorque nobis et patronus vernulus"

Por otro lado, (Hi)-Spania también se convirtió en sinónimo de la parte de la península que no dominaban y que deseaban recuperar frente a los musulmanes, para restituir el reino visigodo recién perdido.
- 866 a 910 Alfonso III de Asturias. En 867 confirma como Adefonsus totius Hispaniae imperator.[48] En 877 aparece como Adefonsus Hispaniae imperator.[49] Una profecía recogida en un texto, fechado en 883 y conocido como "Crónica Profética", de orígenes en medios mozárabes de Toledo o de Córdoba, obtuvo un gran eco en la corte de Alfonso y cautivó al monarca con la idea de que él estaba destinado a restaurar el perdido reino de los godos y gobernar en un tiempo próximo en toda España. Por entonces, tomó cuerpo definitivo la teoría del origen godo de los reyes asturianos y su condición indiscutible de sucesores del reino de Toledo.[50]  Alfonso III también se proclama rex Hispaniae en su célebre, aunque ciertamente discutida, carta al pueblo de Tours del año 906:[51]

Ego Adefonsus totius Hispaniae imperator, qui licet indigne vocitor Catholicus (Yo, Alfonso, emperador de toda España, a quien indignamente se le permite ser llamado el Católico).

- 985 a 999 Bermudo II de León. Existe un texto del año 996, que se conserva en el monasterio de San Pelayo de Oviedo, en el que se dice:

....Veremudus rex, dum possideret regnum Spanie.

- 1028 a 1035 Sancho III de Pamplona, fue designado como rege Navarriae Hispaniarum, a raíz del dominio por matrimonio en Castilla, Álava y Monzón (1028-1035), y fugazmente del 1034 al 1035 del Reino de León.

- 1037 a 1065 Fernando I de León. Es posible que pudo haber sido el primero en coronarse como Imperator totius Hispaniae en 1056, y sus herederos continuaron la tradición.[52] Un documento del Tumbo Viejo de San Pedro de Montes del año 1043 se refiere al rey Fernando I y a la reina Sancha en los siguientes términos:

Regnante Fredinandus rex, una cum Sancia regina in Legione et in terra Hyspanie

Sobre la tapa de su sepulcro esculpieron el siguiente epitafio latino:

H. E. TUMULATUS FERNANDUS MAGNUS REX TOTIUS HISPANIAE ...  (Aquí está enterrado Fernando Magno, rey de toda España ...)

### 1072 a 1157 se reunifica el reino de León, y surge el título de Imperator totius Hispaniae
Este periodo es el cénit del resurgimiento de la denominación de España, donde se equipara el Reino de León con España. Con el título de emperador se sentían legitimados para aspirar al control de todo el territorio que había estado bajo control del reino visigodo de Toledo.
- 1072 a 1109 Alfonso VI de León. A partir de la reunificación del reino de León con Castilla en 1072, Alfonso VI se hace llamar rey de España ("rex Spanie"), y así le designa en 1074 el papa Gregorio VII, y se tituló  Imperator totius Hispaniae a partir de octubre de 1077. No es coincidencia que sea el rey que con más ímpetu se declare heredero de toda la Hispania visigoda con éste título, pues era inminente la recuperación de la antigua capital establecida por los visigodos. Toledo se reconquistó en 1085. Es durante su largo reinado cuando el uso de dicho título adquiere regularidad, y sus sucesores harán lo mismo hasta 1157 cuando vuelve a separarse Castilla del reino León.

Ego Adefonsus imperator totius Hispaniae ("Yo, Alfonso, emperador de toda España")

- 1109 a 1126 Urraca I de León, es titulada Totius hispaniae imperatrix.

- 1126 a 1157 Alfonso VII de León, en 1135, fue coronado «Imperator totius Hispaniae» en la catedral de León.

### 1157 a 1230 Reinos de Castilla y León con un rey de Hispania cada uno
A partir de la existencia de los reinos de Castilla y León, tanto las cancillerias de León, como de Castilla, designarán a sus monarcas con el título de rex Hispaniae o Hispaniarum, manifestando sus intenciones a lograr la reunificación política y religiosa lograda con la Hispania visigoda.

### 1230 a 1479 se pierde el título de rey de España por el de rey de Castilla únicamente
A partir del 1230, con la unión de Castilla y León con Fernando III de Castilla, se pierde el concepto de rex Hispaniae, por sólo rey de Castilla, pero no el concepto hegemónico de ser los sucesores de los reyes visigodos. Sin embargo, Alfonso X el sabio, tuvo una concepción imperial hispánica desde el inicio de su reinado. Por otro lado, en su obra, la Estoria de España alaba la tierra de España: 

Entre todas las tierras del mundo Espanna a una estremança de abondamiento et de bondad más que otra tierra ninguna (...) ¡Ay Espanna! non a lengua ni engenno que pueda contar tu bien.

Por su parte, Jaime I de Aragón, decide ayudar al rey de Castilla Alfonso X sin nada a cambio, en la conquista de Murcia frente a los musulmanes. Se encontró con las reticencias de nobles catalanes y aragoneses a sufragar la costosa campaña a lo que el rey les persuadió justificando, que lo hacía "per salvar Espanya":

La primera cosa per Deu, la segona per salvar Espanya, la terça que nos e vos haiam tan bon preu e tan gran nom que per nos e per vos es salvada Espanya.

### 1479 Reyes Católicos
A partir de 1479, los Reyes Católicos, vuelven a introducir el nombre de España para referirse a la unión de las coronas de Castilla y Aragón, y se consideraron también continuadores del reino visigodo. Esta unión de España tenía una débil cohesión por tratarse de una unión dinástica en donde Castilla y Aragón, y más tarde Navarra, mantenían sus fueros y privilegios. Sin embargo lograron una unión de política exterior, religiosa, de la hacienda real, y del ejército, con consecuencias muy importantes, al crearse el primer estado moderno, saliendo del feudalismo de la Edad Media, al concentrar el poder en la corona frente a la nobleza y el clero, llegando a intervenir con el ejército en guerra contra la nobleza, e iniciar una primera globalización, con el descubrimiento de América. Los reyes católicos casi lograron la total unión peninsular como los reyes visigodos, al tratar de incorporar Portugal, casando a su hija Isabel de Aragón con el aspirante al trono de Portugal, pero el que iba a ser rey de toda la península, Miguel de la Paz, nieto de los reyes católicos, murió a los 2 años, e Isabel de Aragón murió previamente en el parto. 
El humanista de la época Antonio de Nebrija, dedicaba a los Reyes Católicos la frase, «Hispania tota sibi restituta est». En su obra "De bello granatensi", se hace patente la recuperación de la España visigoda, tras la conquista de Granada.

### 1556 Felipe II
El rey Felipe II logró en 1580 la ambición de sus abuelos los reyes católicos, completando la unidad ibérica perdida en el 711 y conseguida en el 625, pero la unidad ibérica duró solo hasta 1640. Felipe II, se consideró heredero del reino visigodo de Toledo, a través de su cronista real Ambrosio de Morales, quién exaltó la monarquía hispana en la lucha por conseguir la unidad territorial peninsular, y religiosa al defender a ultranza  la doctrina católica. De esta forma, San Hermenegildo, hijo de Leovigildo convertido al catolicismo y ejecutado por ello, se aparecía como mártir, y primer rey católico español.

## Controversia
Aquellos que niegan el origen de España con el reino visigodo suelen argumentar las siguientes razones:
- "El concepto moderno de nación." Tiene su precedente más antiguo con la Revolución francesa de finales del SXVIII, en donde es en el pueblo donde reside la soberanía de la nación, y existiría un sentimiento generalizado de sus integrantes, de pertenecer a una misma identidad colectiva. Las comunidades basadas en una misma religión, o en ser súbditos de un mismo rey, podrían constituir un estado, reino o imperio, pero no una nación. El nacionalismo moderno, requiere de una participación política del pueblo a través de referéndums, y de un sentimiento nacionalista que se nutre a gran escala de una propaganda a través de los medios de comunicación, prensa, radio, TV ...etc. De esta forma, la existencia de España como nación, no empezaría hasta la constitución de 1978, pues ni la primera constitución de Cádiz de 1812, ni las siguientes (1834, 1837, 1845, 1869, 1876, 1931) serían efectivas o duraderas en el tiempo, hasta la de 1978.[67]

- "El reino visigodo estaba compuesto por reyes germánicos, quitando trascendencia a los ya comentados intentos de fusión de la sociedad goda e hispanorromana." Los visigodos, que solo eran unos 200.000 dentro de una población de 7 millones de hispanorromanos, hablaban el latín de la península y cada vez menos el godo, acabaron convirtiéndose al católico en vez del arrianismo, y avanzaron en una legislación común, modificando para ello su primer código de Eurico.[68][69]

- "Hispania era un concepto geográfico y no político." Hispania sería solo sinónimo de península Ibérica. Las equiparaciones de los reyes visigodos como reyes de Hispania, solo serían en alusión de su enmarque geográfico, pero hay que tener en cuenta, que ya para los romanos esto no era del todo así, pues desde el 298 la diócesis de Hispania comprendía además de la península Ibérica, gran parte del actual Marruecos y las Islas Baleares, como división territorial administrativa del Imperio romano.